# Judaización de Jerusalén

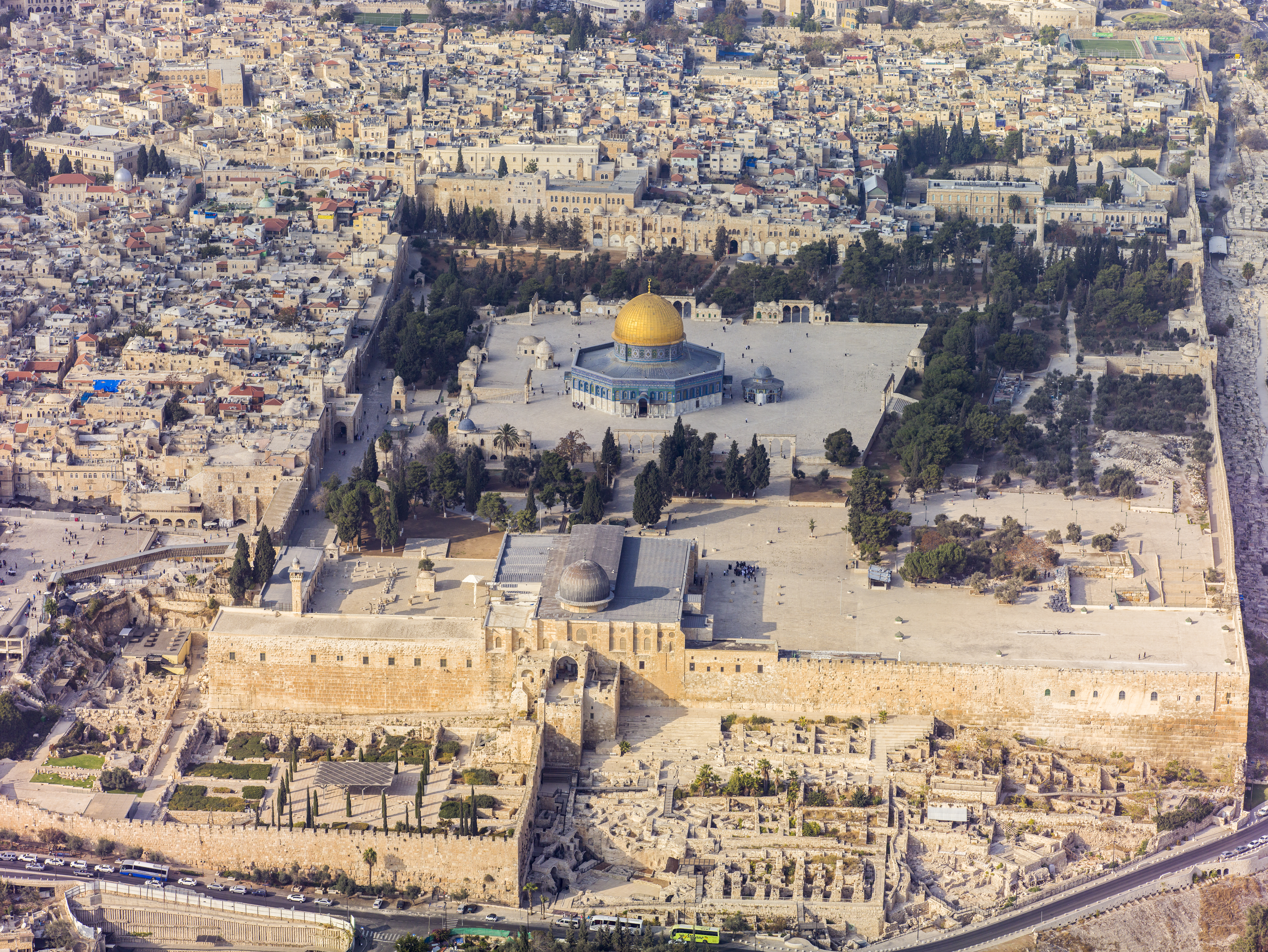
La Explanada de las Mezquitas y el Muro de las Lamentaciones, en Jerusalén Este.

El término judaización de Jerusalén (en árabe: تهويد القدس‎, romanizado: tahwid alquds; en hebreo: יהוד ירושלים‎, romanizado: yahod yerushlim) se utiliza para describir la opinión de que Israel ha buscado transformar el paisaje físico y demográfico de Jerusalén para potenciar su carácter judío a expensas de musulmanes y cristianos. También se ha utilizado para describir la creciente presencia judía en Jerusalén en los últimos siglos, y en concreto para describir al yishuv, que ya a mediados del siglo XIX se hizo mayoritario en la ciudad, hasta que en 1948 la guerra árabe-israelí supusiese un drástico cambio demográfico en la misma, con las tropas israelíes expulsando o provocando la huida de los árabes de Jerusalén Oeste mientras las tropas jordanas hacían lo propio con los judíos de Jerusalén Este.

## Contexto histórico
A lo largo de la historia, la demografía de Jerusalén ha experimentado sucesivas olas de judaización, helenización, romanización, cristianización, arabización e islamización desde la Antigüedad hasta la Alta Edad Media, así como una nueva fase de cristianización durante las Cruzadas, seguida de una nueva islamización bajo los sultanatos ayubí y mameluco. A comienzos del siglo XVI, Jerusalén era mayoritariamente musulmana, pero sus poblaciones judías y cristianas fueron creciendo gradualmente, dando lugar a la división clásica de la Ciudad Vieja de Jerusalén en cuatro barrios: musulmán, cristiano, armenio y judío. Desde mediados del siglo XIX hasta la guerra árabe-israelí de 1948, los judíos constituyeron el mayor grupo poblacional de Jerusalén.

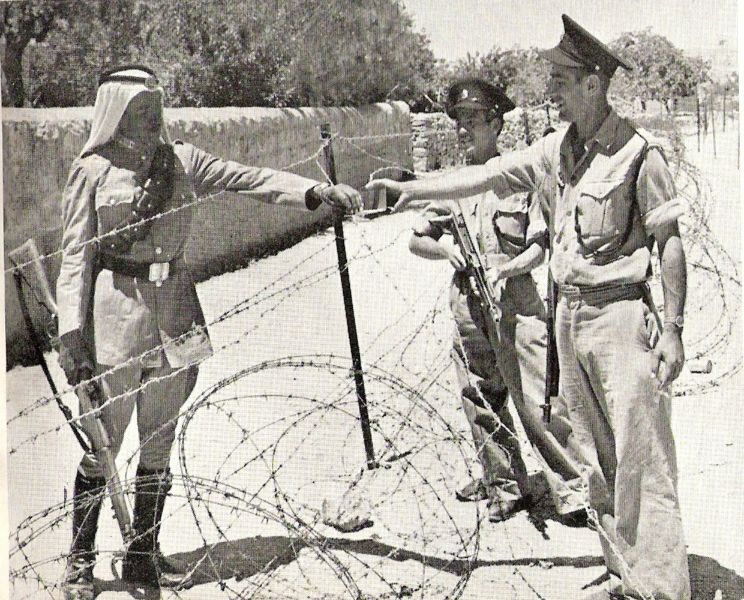
Un legionario jordano y dos policías israelíes en la valla que separaba ambas partes de Jerusalén entre 1948 y 1967.

Tras la conclusión de dicha guerra, la ciudad de Jerusalén quedó dividida en dos partes: las tropas jordanas ocuparon Jerusalén Este mientras que las israelíes ocupaban Jerusalén Oeste. El 2 de agosto de 1948, por orden del Ministerio de Defensa, Israel aplicó sus leyes a las zonas de Jerusalén bajo su control. A los refugiados, tanto árabes como judíos, se les negó la posibilidad de cruzar las líneas de armisticio para regresar a sus antiguos hogares. Los judíos israelíes se apropiaron de muchas de las casas vacías en Jerusalén oeste, mientras que los refugiados palestinos habitaron el barrio judío de Jerusalén hasta que fueron de nuevo expulsados en los años sesenta y setenta.
En 1967, tras infringir una aplastante derrota a sus vecinos árabes en la Guerra de los Seis Días, Israel ocupó militarmente Cisjordania, la Franja de Gaza, Jerusalén Este, los Altos del Golán y la península del Sinaí, todos los cuales (salvo esta última) permanecen ocupados a día de hoy. En el caso de Jerusalén Este, que había permanecido bajo ocupación militar jordana desde la guerra de 1948, Israel aprobó la Ley de Jerusalén, mediante la cual unificaba ambas partes de la ciudad, ampliaba su término municipal a costa de varias localidades cisjordanas y anexionando unilateralmente estos territorios. Esta medida fue inmediatamente condenada por la resolución 478 del Consejo de Seguridad de las Naciones Unidas, que calificaba la anexión como «una violación del derecho internacional» y pedía a todos los Estados miembros que retirasen sus embajadas de Jerusalén como medida de protesta. Desde entonces, ningún país del mundo ha reconocido la anexión israelí de Jerusalén Este. Tras la victoria en la guerra de 1967, a los refugiados palestinos se les volvió a negar la posibilidad de regresar a la ciudad, mientras que numerosos judíos israelíes ocuparon las casas que estos habían abandonado en su huida. A los palestinos que permanecieron en Jerusalén Este tras la guerra se les otorgó el estatus de residentes permanentes, lo que les permite votar en las elecciones locales, pero no en las nacionales. Estos habitantes palestinos de Jerusalén tienen la posibilidad de solicitar la nacionalidad israelí.

## El término «judaización»
El término «judaización» puede tener dos significados distintos. Por un lado, puede referirse a la conversión de una persona o grupo al judaísmo, adquiriendo los valores y creencias propios de esta religión; por otro lado, puede hacer referencia al proceso de transformación de una zona para dotarla de un carácter judío predominante, sobre todo mediante la creación una mayoría demográfica judía tan amplia como sea posible. La creación de una mayoría demográfica judía en Jerusalén ha sido una de las principales prioridades de los gobiernos israelíes desde el nacimiento de la nación, en Jerusalén Oeste desde 1947 y en Jerusalén Este desde 1967. Por ejemplo, el rechazo frontal de los distintos gobiernos israelíes a conceder el derecho de retorno de los refugiados palestinos está justificado en el deseo de mantener una mayoría demográfica judía, tanto en Israel como en Jerusalén.
Oren Yiftachel, profesor de geografía política y legal de la Universidad Ben-Gurion del Néguev, ha definido el término «judaización» como un tipo de «racialización», lo que constituye «la principal fuerza en la creación de regímenes etnocráticos». Yiftachel afirma que la judaización es un proyecto de Estado aplicado en toda Israel, no solo en Jerusalén. También caracteriza las ideas de la «Gran Israel» o la «Gran Palestina» como proyectos de «racialización», en este caso por «judaización» y «arabización» respectivamente.
El término judaización se ha utilizado en la propaganda antisemita desde el siglo XIX en Alemania. Sin embargo, el término se ha generalizado hoy en día y los propios líderes israelíes lo han usado para describir sus políticas en la ciudad. El concejal y aspirante a alcalde de Jerusalén Aryeh King se presentó a las elecciones municipales de 2013 con un eslogan que llamaba abiertamente a la «judaización de Jerusalén». El propio Aryeh King volvió a presumir en el verano de 2018 de estar judaizando la ciudad tras haber ordenado la detención de un vendedor callejero palestino, afirmando: «Como prometí, nos aseguramos de que la ley se aplique contra quienes la incumplen mientras contribuimos un poco a la judaización de Jerusalén». Poco después explicó un poco más su mensaje: «Judaizar la ciudad es preservar las características de una ciudad judía, la sensación de que estás en una ciudad judía». Otro ejemplo es el del exministro de transportes israelí Bezalel Smotrich, quien declaró abiertamente: «voy a judaizar la Galilea». En agosto de 1952, el entonces secretario de gobierno israelí Ze'ev Sherf declaró que «la única oportunidad de hacer de Nazaret una ciudad parcialmente judía es consolidando las instituciones allí. Es un acto de colonización con dificultades, pero sin él no seremos capaces de judaizar Nazaret».

### Judaización o israelización
Dado que el término «judaización» tiene dos posibles significados, en ocasiones se aplica solamente para la conversión religiosa y cultural de los no judíos, mientras que se emplea el término «israelización» para hablar de la adopción de la cultura y leyes israelíes por parte de aquellos que no lo son, por ejemplo mediante la obtención de un carné de identidad israelí o mediante el uso del sistema educativo israelí.

## Judaización de Jerusalén Este
El gobierno israelí ha intentado judaizar Jerusalén Este desde su conquista y ocupación en 1967 para mantener una mayoría judía frente al riesgo demográfico que supone la mayor tasa de natalidad de la comunidad palestina. El objetivo inicial era mantener un ratio de 70 % de judíos y 30 % de palestinos en la ciudad, aunque pronto se consideró imposible dicho ratio y se modificó por uno de 60 % y 40 %.
A pesar del rápido crecimiento de la población judía desde 1967, su tamaño relativo ha disminuido debido al mayor índice de crecimiento de la población palestina. El porcentaje de población judía en Jerusalén ha disminuido del 74 % en 1967 al 66 % en 2005. Expertos del Jerusalem Institute for Israel Studies han calificado esta tendencia de «una contradicción entre la realidad en Jerusalén y la política declarada del gobierno de mantener una mayoría judía en Jerusalén desde la reunificación de la ciudad». Para invertir esta tendencia, estos expertos sugieren dos posibilidades: o expandir los términos municipales de Jerusalén hacia el oeste (para añadirle nuevos centros de población judía), o sacar algunos barrios palestinos del término municipal jerosolimitano.

### Denegación de la ciudadanía israelí
Cuando Israel conquistó y se anexionó unilateralmente Jerusalén Este, amplió el término municipal de lo que autodenominó como su capital. Sin embargo, esta ampliación de las fronteras de la ciudad suponía también que 66 000 palestinos (un 24 % del total de la población jerosolimitana) quedasen de repente encuadrados dentro de lo que Israel considera territorio bajo su soberanía. Para mitigar el efecto demográfico que esto podía tener sobre las elecciones, Israel no concedió la ciudadanía israelí a los palestinos de Jerusalén Este, sino que los calificó de «residentes permanentes» y les negó el derecho de voto en las elecciones israelíes. Desde entonces, los palestinos de Jerusalén Este solo tienen derecho de voto en las elecciones locales, pero no en las nacionales.

### Revocación o denegación del derecho de residencia

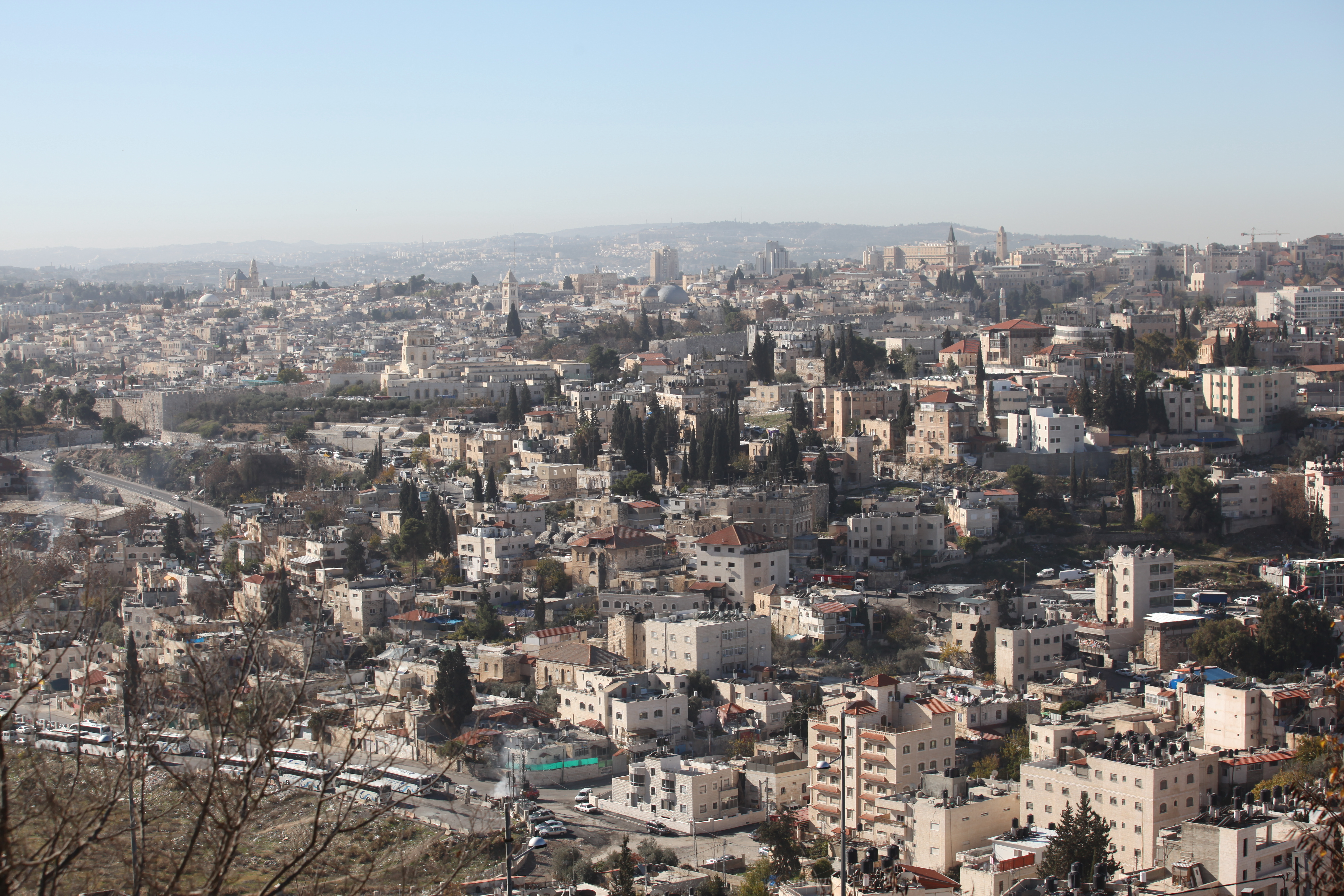
Wadi al-Joz, uno de los barrios palestinos de Jerusalén Este.

Según Leilani Farha, una de las medidas con las que el gobierno israelí intenta judaizar Jerusalén es mediante la revocación de los derechos de residencia, mediante las leyes de propiedad ausente y mediante políticas fiscales. A diferencia de los jerosolimitanos judíos, los habitantes palestinos de Jerusalén que residan fuera de la ciudad durante siete o más años pueden perder su estatus de residente permanente. Según cifras de la ONU del año 2006, las autoridades israelíes revocaron las tarjetas de residencia de al menos 1360 palestinos jerosilimitanos ese año.
Desde 1982, el Ministerio del Interior de Israel no permite la inscripción de recién nacidos palestinos como residentes de Jerusalén si el padre no tiene tarjeta de residencia, incluso aunque la madre sí tenga dicha tarjeta. Esta práctica no se aplica a los habitantes judíos de la ciudad.
En 2003 se aprobó la Ley de Ciudadanía y Entrada a Israel, que niega a los cónyuges palestinos que residen en Cisjordania o la Franja de Gaza y que están casados con ciudadanos palestinos de Israel o con residentes permanentes de Jerusalén el derecho a adquirir la nacionalidad (en el primero de los casos) o la residencia (en el caso de Jerusalén), imposibilitando de esta manera la posibilidad de que ambos miembros de la pareja convivan en Israel o en Jerusalén. En el caso de los judíos de Israel o de Jerusalén, los cónyuges extranjeros (siempre que también sean judíos) obtienen la ciudadanía automáticamente mediante la Ley de Retorno.

### Conversión de zonas palestinas en zonas judías

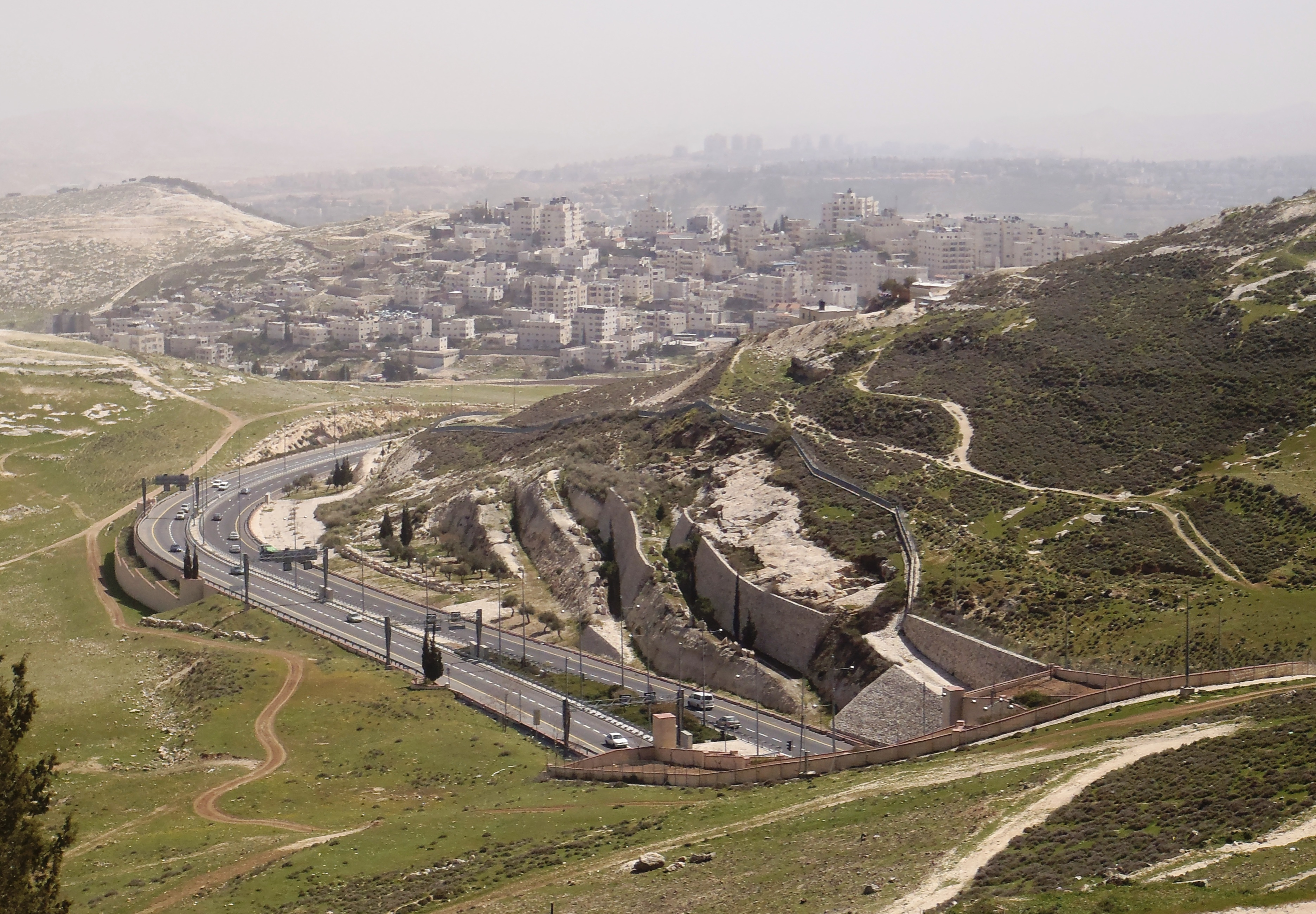
Monte Scopus, en Jerusalén.

La planificación urbana ha sido un instrumento más para cambiar la demografía de Jerusalén. El crecimiento de la población judía se promociona adjudicando zonas de desarrollo para usos relacionados con el judaísmo y subvencionando proyectos judíos, al tiempo que se deniegan los permisos de edificación a los habitantes palestinos de Jerusalén y disminuye el desarrollo de los barrios palestinos. Por ejemplo, tan solo tres días después de la finalización de la Guerra de los Seis Días de 1967, el ejército israelí demolió el barrio marroquí de Jerusalén y expulsó a todos sus habitantes para mejorar el acceso al Muro de las Lamentaciones. En el verano de 2018 se inauguró un nuevo centro cultural judío en el corazón del barrio palestino de Silwan. Para la creación de este centro cultural se renovó una antigua sinagoga yemení que había sido abandonada a comienzos del siglo XX, para lo que se expulsó a los habitantes palestinos que residían en el lugar y se alojó en su lugar a colonos judíos. Un representante de la Autoridad de Parques de Israel admitió que la construcción de un parque en la ladera del Monte Scopus tenía como objetivo evitar la construcción de viviendas palestinas en la zona.

### Construcción de asentamientos judíos
El gobierno israelí ha buscado aumentar la población judía de Jerusalén mediante la creación de asentamientos judíos en el territorio ocupado de Palestina y su incorporación al término municipal de Jerusalén como barrios judíos. La comunidad internacional considera estos asentamientos como ilegales según el derecho internacional, dado que violan el Cuarto Convenio de Ginebra, que prohíbe el traslado de población civil de una potencia ocupante a un territorio ocupado. En las diversas conversaciones de paz sostenidas entre israelíes y palestinos, Israel ha solicitado continuamente la legalización y anexión de los asentamientos a las afueras de Jerusalén para incluirlos en el municipio. En un discurso realizado el 8 de noviembre del año 2000, el entonces primer ministro israelí Ehud Barak declaró:

«Mantener nuestra soberanía sobre Jerusalén y aumentar su mayoría judía han sido nuestros principales objetivos, y en pro de este objetivo Israel construyó grandes barrios judíos en la parte oriental de la ciudad que actualmente alojan 180 000 habitantes, así como grandes asentamientos en la periferia de Jerusalén como las ciudades de Ma'ale Adumim y Giv'at Ze'ev. El principio que me guiaba en las negociaciones de Camp David era preservar la unidad de Jerusalén y fortalecer su mayoría judía para generaciones venideras».

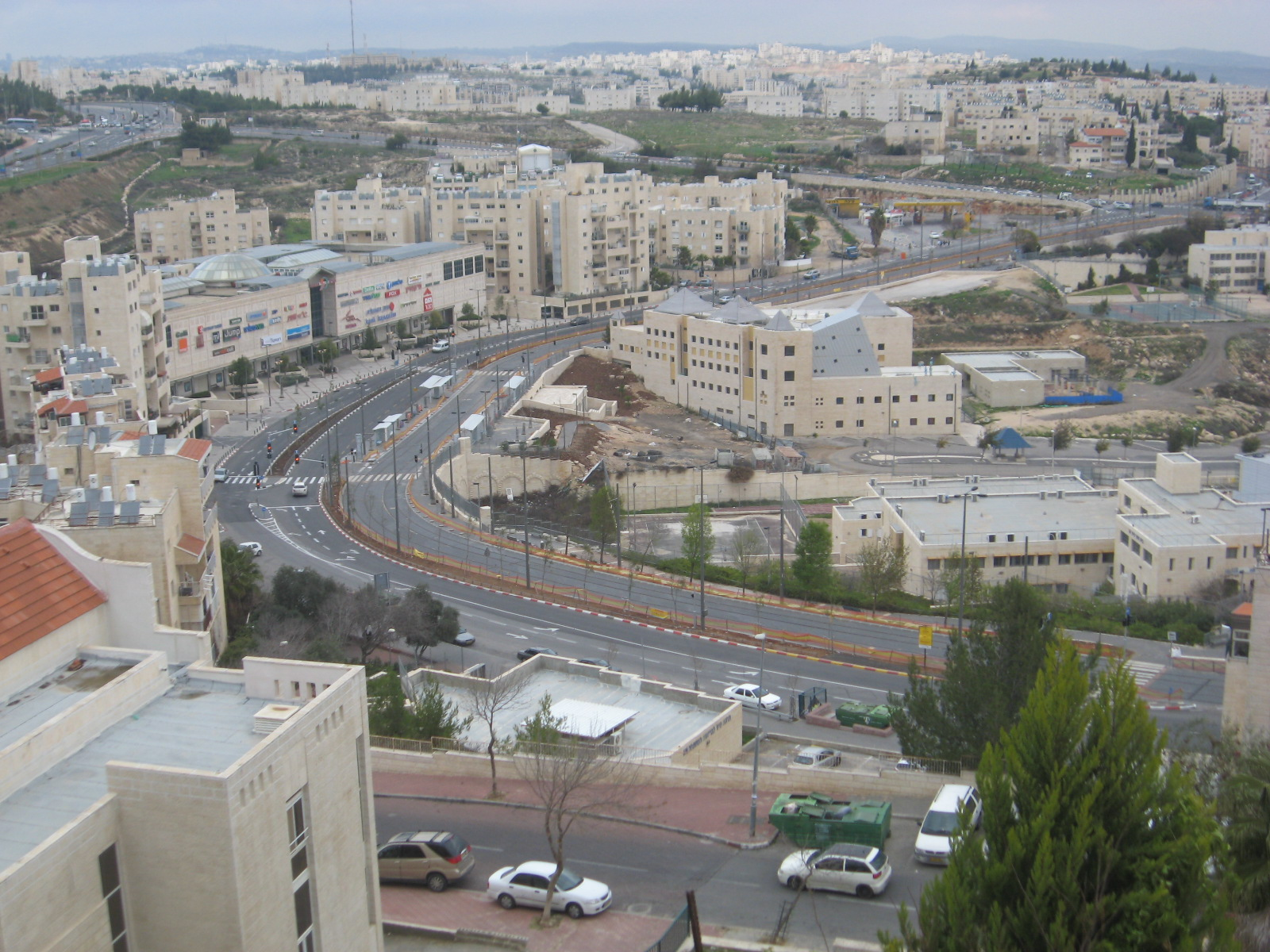
Pisgat Ze'ev, un asentamiento israelí en Jerusalén Este.

Poco después de la toma de Jerusalén Este en 1967 comenzó la construcción de los asentamientos de Ramat Eshkol, Ma’alot Dafna, Givat HaMivtar y la Colina Francesa para unir la parte judía de la ciudad con el enclave del Monte Scopus. Israel también confiscó tierras palestinas para construir los asentamientos de Ramot Alon y Gilo, en un intento de crear un «cinturón» que evite cualquier posibilidad de continuidad entre los barrios palestinos. Durante aproximadamente tres décadas, de 1967 a 1995, de las 76 151 viviendas construidas en Jerusalén, 64 867 (el 88 %) fueron destinadas a habitantes judíos, con el 59 % de las mismas ubicadas en nuevos asentamientos judíos en Jerusalén Este.
A fecha de 2001, la judaización de Jerusalén había supuesto la incorporación al término municipal de la ciudad de 170 kilómetros cuadrados de terrenos circundantes y la construcción de 8 asentamientos en Jerusalén Este que albergaban a un 206 000 colonos judíos. En un ensayo coescrito por Oren Yiftachel y Haim Yaacobi, ambos afirman que «a Israel le gustaría que los residentes palestinos de Jerusalén considerasen su judaización como "inevitable", un hecho que debe ser aceptado de una manera pasiva como parte del desarrollo moderno de la metrópoli».
Israel está desarrollando un plan para construir un nuevo asentamiento en la última porción de terreno abierto que une los alrededores de Jerusalén Este con Cisjordania, en la que vivirían aproximadamente 45 000 habitantes judíos en un superficie más grande que Tel Aviv. El Ministro de Información palestino Mustafa Barghouti ha descrito este plan como «un anuncio contra la paz y contra el Estado palestino, que significa que el gobierno israelí no es un socio para la paz». Dado que este asentamiento separaría definitivamente Jerusalén del resto de Cisjordania y, por lo tanto, imposibilitaría la incorporación de la parte oriental de la ciudad a un futuro Estado de Palestina, los palestinos lo consideran uno más de los intentos de Israel para judaizar la ciudad.
Rubenberg también considera la construcción de asentamientos como un ejemplo de la judaización de Jerusalén, citando en concreto la construcción de carreteras de circunvalación que conectan los asentamientos israelíes en Jerusalén con los que se encuentran más allá, en Cisjordania, con el objeto de crear una nueva y ampliada metrópoli de Jerusalén conectada con la propia Israel.

### Muro de separación israelí

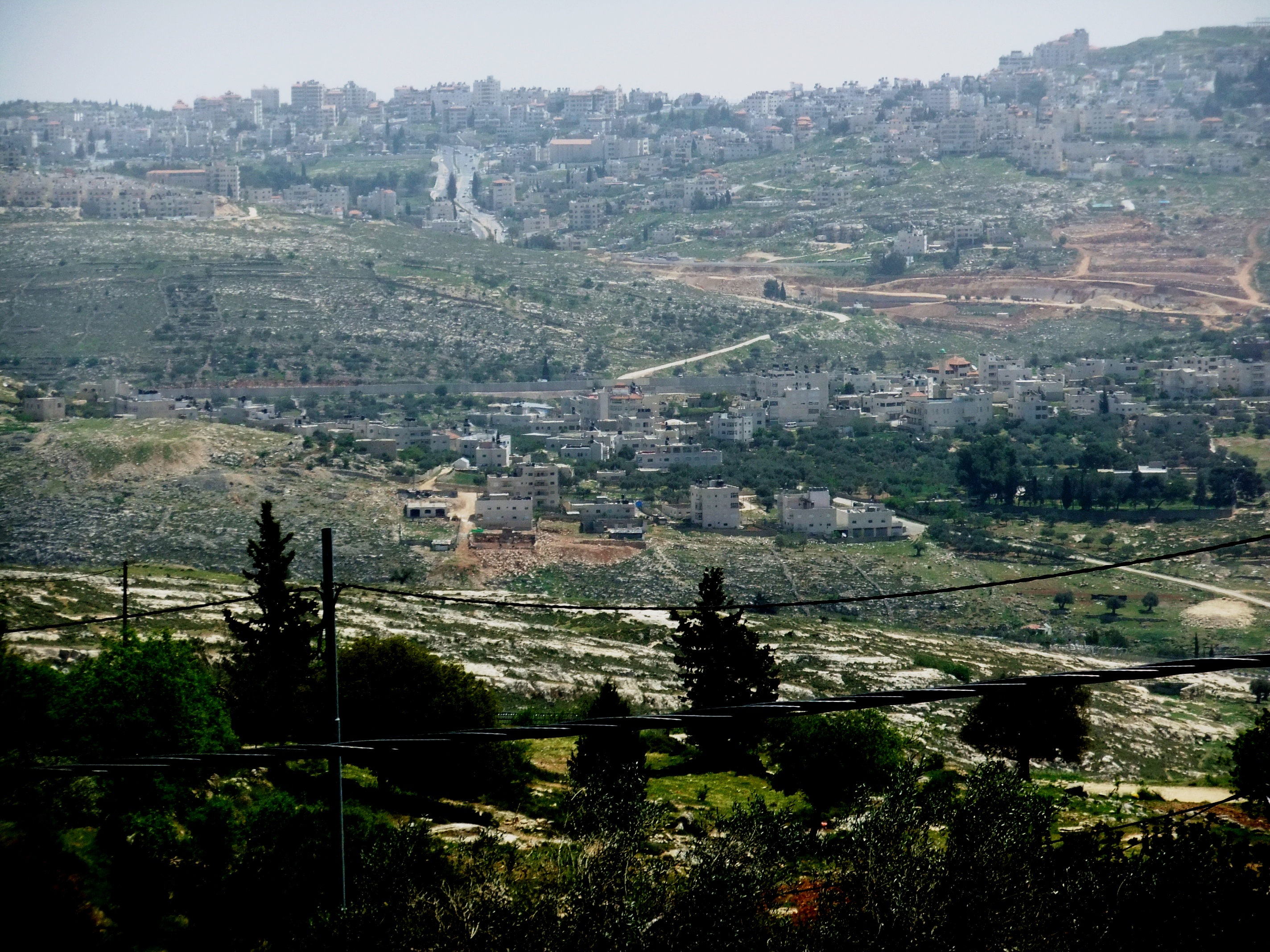
Beit Hanina atravesada por el muro de separación israelí.

El muro de separación israelí de Cisjordania ha separado a Jerusalén de las ciudades y aldeas palestinas circundantes, con quienes tradicionalmente mantenía estrechos vínculos culturales y económicos. Es más, algunas localidades palestinas cercanas que fueron anexionadas a Jerusalén tras la Guerra de los Seis Días de 1967, tales como el campamento de Shuafat, Isawiya o Beit Hanina, han quedado separadas de la propia ciudad por el muro de separación. Al mismo tiempo, el muro mantiene unida a Jerusalén con importantes asentamientos judíos como Guiv'at Ze'ev, Ma'ale Adumim o Gush Etzion, que aunque no forman parte del municipio jerosolimitano sí quedan del mismo lado del muro.

### Compra de viviendas palestinas
En 1981, el Tribunal Supremo de Israel dictaminó que solamente los judíos podían comprar propiedades en el barrio judío de Jerusalén a fin de «preservar la homogeneidad» de dicho barrio. Sin embargo, no se han promulgado leyes similares que prohíban a los judíos comprar viviendas en los barrios cristiano, musulmán o armenio de la Ciudad Vieja, ni tampoco en el resto de Jerusalén Este.
Una ley israelí permite a los judíos que tuvieron que huir de Jerusalén Este tras la guerra árabe-israelí de 1948 reclamar sus antiguas propiedades. En cambio, los palestinos que tuvieron que huir de Jerusalén Oeste durante ese mismo conflicto no pueden reclamar sus propiedades.
Rubenberg también cita como ejemplo de la judaización de Jerusalén los esfuerzos de una serie de grupos fundamentalistas judíos con financiación gubernamental que desde 1993 han tratado de ocupar casas palestinas en los barrios musulmán y cristiano de la Ciudad Vieja y en otros barrios palestinos de Jerusalén como Sheij Jarrah o Silwan. Meron Benvenisti afirma que estos grupos han tenido éxito, «pero solo después de recibir una enorme ayuda del gobierno, entre otras cosas, mediante la financiación de un amplio sistema de guardias armados que los protegen día y noche y la contratación de estos guardias armados para sus niños en cualquier momento que quieran salir a la calle».
Además de las viviendas de los residentes palestinos de la ciudad, Israel también se ha centrado en las propiedades de los refugiados palestinos considerados legalmente como «ausentes». Otras medidas que contribuyen a la judaización de Jerusalén son la Ley de Propiedad Ausente, que permite la expropiación de propiedades del «enemigo»; la reserva de tanto territorio como sea posible para un uso exclusivamente judío mientras que se obstruyen los planes urbanísticos de los sectores palestinos de la ciudad; y la demolición punitiva de viviendas. Se calcula que aproximadamente el 35 % de Jerusalén Este está destinado para el uso de israelíes, pese a lo cual los palestinos no tienen acceso al 80 % de este terreno por diversas medidas restrictivas de urbanización.

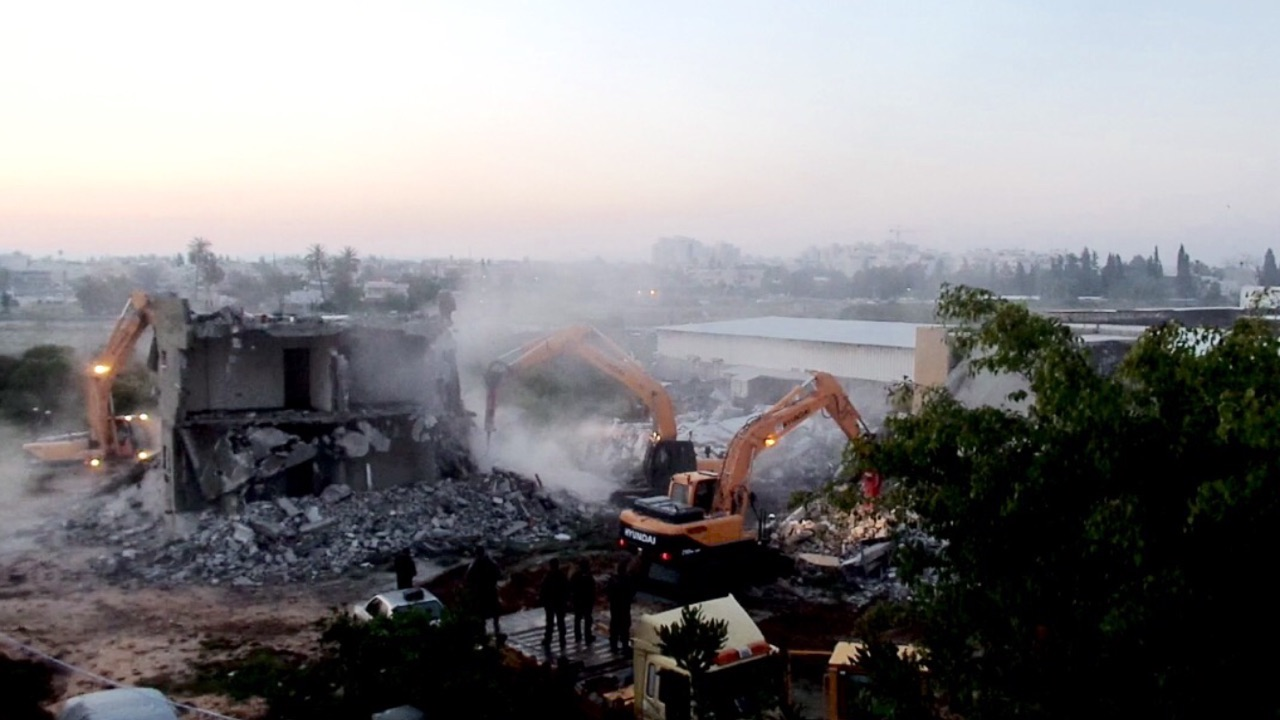
Demolición de hogares en Dahmash, una aldea de población palestina en Israel.

### Demolición de viviendas palestinas
El antropólogo Jeff Halper, director del Comité Israelí Contra las Demoliciones de Hogares, afirma que la judaización de la ciudad es uno de los efectos del crecimiento de los asentamientos y la demolición de hogares en Jerusalén Este, cuyo objetivo describe en «eliminar la idea de que existe un Jerusalén Este para crear una Jerusalén unificada y judía». En marzo de 2009, en defensa de sus planes de demolición de viviendas en el barrio de Silwan que dejarían sin hogar a unos 1500 palestinos, las autoridades jerosolimitanas declararon que las viviendas habían sido construidas ilegalmente, sin permisos de construcción y planificación. Diversas organizaciones palestinas y en pro de los derechos humanos respondieron que «Israel hace casi imposible que los palestinos consigan los permisos necesarios, como parte de una política para judaizar la parte oriental de la ciudad».

### Judaización de la nomenclatura geográfica
Otro aspecto importante del esfuerzo de Israel por judaizar Jerusalén es la sustitución de nombres árabes de calles, barrios y lugares históricos por otros nombres hebreos. El diario jordano al-Ra'i publicó una lista de dichos cambios y acusó al gobierno israelí de cambiar sistemáticamente los nombres árabes para eliminar el patrimonio árabe de Jerusalén y deslegitimar así una reclamación de soberanía árabe sobre la ciudad. Este diario también denunció que los nuevos nombres en hebreo no tenían nada que ver con los nombres árabes y en ocasiones atribuían una conexión judía con el lugar que resultaba inexistente. Un ejemplo de este tipo de manipulación histórica es el lugar que el gobierno israelí denominó Establos de Salomón, que según este diario no había sido construido en tiempos del propio Salomón sino siglos después, durante el reinado del emperador romano Adriano. El nombre Establos de Salomón proviene en realidad de la época cruzada, cuando se denominó así al lugar por estar adyacente a la ubicación histórica del templo de Salomón.
El 21 de septiembre de 2015, el diario israelí Haaretz desvelaba que el ayuntamiento de Jerusalén había aprobado dar nombres en hebreo a calles ubicadas en los barrios palestinos de la ciudad. En concreto, la medida afectó a unas treinta calles de los barrios de Silwan y Sheij Jarrah, que nunca antes habían tenido calles con nombres en hebreo, lo que ocasionó protestas por parte de los habitantes locales.
En 2005, el ayuntamiento de Jerusalén aprobó una ley que obligaba a los dueños de tiendas árabes a incluir al menos un 50 % de sus carteles en hebreo.

### Discriminación en las infraestructuras
La gran diferencia de inversiones públicas e infraestructuras entre ambas partes de Jerusalén se ha esgrimido como otro intento de desincentivar el crecimiento de la población palestina de la ciudad. El alcalde de Jerusalén de 1965 a 1993, Teddy Kollek, declaró en una entrevista en 1990:

Para la Jerusalén judía, he hecho algo en los últimos veinticinco años. ¿Para Jerusalén Este? ¡Nada! ¿Qué hice? Nada. ¿Aceras? Nada. ¿Instituciones culturales? Ni una sola. Sí, instalamos un sistema de alcantarillado para ellos y mejoramos el abastecimiento de agua. ¿Sabes por qué? ¿Crees que fue por su bien, por su bienestar? ¡Para nada! Hubo algunos casos de cólera allí, y los judíos tenían miedo de contraerlo, así que instalé el alcantarillado y la red de agua para luchar contra el cólera.

## Opiniones y críticas

Mapa de Jerusalén Este.

La política de judaización de Jerusalén por parte del Gobierno de Israel no se suele reconocer abiertamente y por ello está sujeta a debate. Según Valerie Zink, desde 1948, Israel ha buscado transformar el paisaje físico y demográfico de Jerusalén para hacerlo coincidir con la visión sionista de una Jerusalén unida y fundamentalmente judía bajo soberanía israelí. Zink escribe que la expulsión de los habitantes palestinos de Jerusalén que tuvo lugar en 1948 y 1967 contribuyó en gran medida a la judaización de la ciudad, y añadió que este proceso también se ha sostenido «en tiempos de paz» en «la ampliación estratégica de las fronteras municipales de Jerusalén, restricciones burocráticas y legales sobre el uso de los terrenos palestinos, la revocación del permiso de residencia de los palestinos jerosolimitanos, la expansión de los asentamientos de la "Gran Jerusalén" y la construcción del muro de separación israelí». Los intentos de judaizar Jerusalén persiguen, en palabras de Jeremy Salt, «destruir su identidad palestina» y agrandar la «Gran Jerusalén» para abarcar gran parte de Cisjordania, una política que ha continuado bajo sucesivos gobiernos israelíes.
Algunos académicos como Oren Yiftachel, Moshe Ma'oz y Jeremy Salt escriben que la judaización de Jerusalén ha sido una política oficial de los diversos gobiernos israelíes desde 1967. Otros, como Justus Weiner y Dan Diker, objetan que la ausencia de un cambio significativo en el equilibrio demográfico de la ciudad socava las afirmaciones de que la judaización de Jerusalén es una política gubernamental y califican cualquier debate al respecto como irrelevante. Marc H. Ellis argumenta que, aunque políticos como Simon Peres, Isaac Rabin o Benjamin Netanyahu han enfatizado que una Jerusalén unida bajo soberanía israelí está abierta a todos, la judaización de Jerusalén y su corolario, la pérdida de población y cultura palestina que se está aplicando desde la política israelí, son temas de los que nunca se habla.
Cheryl Rubenberg escribe que desde 1967 Israel ha llevado a cabo procesos de «judaización e israelización para convertir Jerusalén en una metrópoli judía», mientras que ha seguido simultáneamente «un programa de desarabización» con el objetivo de facilitar «su objetivo de un control permanente, unificado, soberano de la ciudad». Según Rubenberg, estas políticas, cuyo objetivo es cambiar la demografía, la sociedad, la cultura y la política de Jerusalén, se han intensificado desde el comienzo de los Acuerdos de Oslo en 1993.
Moshe Ma'oz describe la política de los gobiernos israelíes desde 1967 como una cuyo objetivo es «mantener una Jerusalén unificada; judaizarla o israelizarla, demográfica y políticamente».
Cecilia Alban describe cómo el gobierno israelí ha conseguido establecer «nuevos y poderosos conceptos, imágenes e iconos» para explicar y legitimar sus políticas en Jerusalén. Un ejemplo de esto es el uso gubernamental del término «reunificación» para describir la ocupación de Jerusalén Este en 1967 puesto que, según Alban, la palabra «reunificación» implica falsamente que la parte oriental de la ciudad había pertenecido a Israel anteriormente. En referencia al temor de los israelíes a que Jerusalén volviese a dividirse bajo las propuestas de soberanía dual o de internacionalización, Alban escribe que estos miedos han sido «explotados políticamente para justificar la retención por la fuerza y la judaización de Jerusalén Este». Steve Niva ha escrito que las políticas israelíes que llaman a la judaización de Jerusalén y del resto de la Palestina histórica desde los años setenta han aumentado los temores de los musulmanes de que Israel sea una extensión del imperialismo occidental en la región.
Scott Bollens, profesor de planeamiento urbanístico en la Universidad de California, ha comparado las políticas de Israel en Jerusalén  con las políticas raciales que Sudáfrica aplicó durante la era del apartheid en Johannesburgo. Según Bollens, en ambos casos se ha aplicado un planeamiento urbanístico a largo plazo para conseguir objetivos políticos. Bollens afirma que, aunque Sudáfrica empleó una retórica racial más descarada que Israel, los resultados son «muy, muy parecidos» en el sentido de que la Jerusalén controlada por Israel es tan desigual como la Johannesburgo de la era del apartheid.
En abril de 2021, Human Rights Watch incluyó específicamente la judaización de Jerusalén y de la Galilea como parte de las políticas que, en su opinión, constituyen el crimen de apartheid. En concreto, Human Rights Watch denunció:

Para mantener el control por parte de los judíos israelíes, las autoridades de Israel han adoptado políticas destinadas a mitigar lo que describen abiertamente como la «amenaza» demográfica que suponen los palestinos. Estas políticas incluyen limitar la población y el poder político de los palestinos, garantizando el derecho de voto solo a aquellos palestinos que viven dentro de las fronteras de Israel que existieron entre 1948 y junio de 1967, y limitar la capacidad de los palestinos de mudarse a Israel desde los territorios ocupados palestinos y desde cualquier otra parte del mundo hacia Israel o hacia los territorios ocupados. Se han adoptado otras medidas para garantizar la dominación judía que incluyen una política de Estado de «separación» de los palestinos de Cisjordania y la Franja de Gaza, que evita la libre circulación de personas y bienes dentro de los territorios ocupados palestinos, y la judaización de zonas con una importante población palestina, lo que incluye tanto Jerusalén como la Galilea y el Néguev en Israel. Esta política, que aspira a maximizar el control judío israelí sobre la tierra, concentra a la mayoría de los palestinos que viven fuera de las grandes ciudades de Israel, mayoritariamente judías, dentro de enclaves densamente poblados y con pocas infraestructuras, y restringe su acceso a la tierra y la vivienda, mientras que promueve el crecimiento de las comunidades judías vecinas.

### Debate demográfico
Benvenisti escribe que ninguna administración oficial recoge datos demográficos completos de Jerusalén y, como consecuencia, la información disponible acaba siendo interpretada de una manera selectiva e inconsistente tanto por israelíes como por palestinos. Las mismas cifras que usan las fuentes palestinas como prueba de su éxito a la hora de preservar el carácter palestino de Jerusalén son las que se utilizan a veces como «prueba de la judaización de Jerusalén». Benvenisti escribe que, a pesar del inmenso esfuerzo israelí por aumentar la población judía de Jerusalén, «el equilibrio demográfico de la ciudad apenas ha cambiado».
Dan Diker, que opina que los informes internacionales sobre la judaización de Jerusalén se centran en las afirmaciones palestinas y árabes, escribe que existe una suposición subyacente por la que se asume que Jerusalén Este ha sido siempre una ciudad árabe, ignorando «el hecho de que Jerusalén ha tenido una gran mayoría demográfica judía desde mediados del siglo XIX, mucho antes de la llegada del Mandato británico de Palestina». Basándose en un estudio de planificación urbana y crecimiento demográfico de Jerusalén realizado por Justus Reid Weiner, Diker escribe que entre 1967 y 2000, «la población árabe de Jerusalén aumentó de un 26,6 % a un  31,7 % del total de la población de la ciudad, mientras que su población judía disminuyó proporcionalmente». También escribe que la construcción de viviendas palestinas fue superior a la de viviendas judías durante este mismo periodo, algo que atribuye «al patrocinio directo de estas construcciones ilegales por parte de la Autoridad Nacional Palestina».
En su ensayo «¿Está siendo judaizado Jerusalén?», Weiner repasa las cifras demográficas desde mediados del siglo XIX hasta el presente y concluye que las «pruebas demográficas no apoyan las acusaciones de que Israel está judaizando la ciudad». En su opinión, no tiene sentido especular si existe o no una política de judaización porque según él no hay «una implementación eficaz de medidas tangibles para implementar tal programa».

Población de Jerusalén por religiones.

## Apoyo a la judaización de Jerusalén

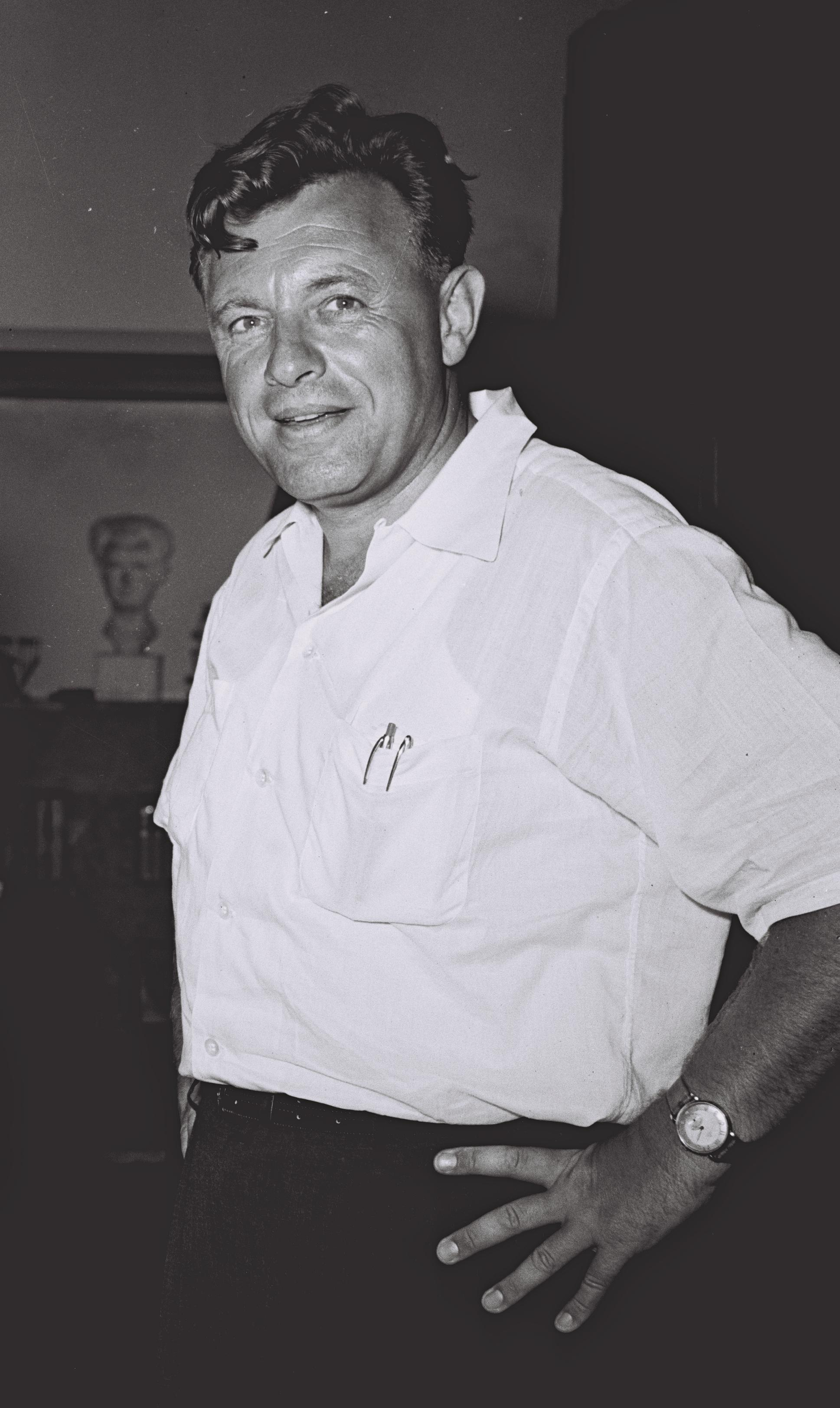
Teddy Kollek, alcalde de Jerusalén (1965-1993) y defensor de la judaización de Jerusalén Este.

Teddy Kollek, alcalde de Jerusalén entre 1965 y 1993, lideró los esfuerzos israelíes por instalar familias judías en Jerusalén Este. En 1970, fue el coautor de un plan que contiene los principios básicos israelíes en los que se basan los planes urbanísticos de Jerusalén Este. Estos principios incluyen la expropiación de terrenos de propiedad palestina, el desarrollo de asentamientos judíos en Jerusalén Este y las limitaciones al desarrollo de los barrios palestinos.
Según Nur Masalha, la Embajada Cristiana Internacional en Jerusalén (ICEJ en sus siglas inglesas), establecida en 1980 en la antigua casa de Edward Said, es una firme defensora de la «soberanía israelí exclusiva sobre la ciudad y la judaización de la Jerusalén Este árabe». La página web del ICEJ afirma que su embajada se fundó «como un acto de apaciguamiento y solidaridad con Israel y el pueblo judío en sus reclamaciones sobre Jerusalén».
La Fundación Ir David, también conocida como Elad, trabaja para promover la judaización de Jerusalén Este.  Durante más de 20 años ha estado trabajando en la ciudad, comprando u ocupando propiedades de palestinos en el barrio de Silwan, y a finales de 2018 ya había «tomado» importantes secciones del vecindario. Elad también financia las excavaciones llevadas a cabo cerca del Monte del Templo. En 2008, el diario israelí Haaretz informó de que al menos 100 esqueletos que databan de la primera época islámica (entre los siglos VIII y IX d. C.) fueron encontrados a unos cientos de metros de la Mezquita de Al-Aqsa, tras lo que Elad los extrajo y los puso en contenedores antes de que pudieran ser examinados por expertos arqueólogos. Los medios de comunicación árabes describen las excavaciones de Al-Aqsa como otro de los esfuerzos israelíes por judaizar Jerusalén. En 2017, el fundador de Elad recibió el más prestigioso galardón cultural concedido por el Estado de Israel, el Premio Israel, de manos del ministro de cultura Naftali Bennett. La diputada de Meretz Tamar Zandberg criticó duramente la elección: «Con sus propias manos, está dirigiendo el desahucio de palestinos de sus propios hogares, el asentamiento y la judaización de Silwan, y todo esto gracias a donaciones de cientos de millones por parte de compañías registradas en paraísos fiscales».
Ian Lustick escribe que Dore Gold, uno de los asesores del primer ministro israelí Benjamin Netanyahu en 1996, se opuso a cualquier acuerdo con los palestinos que supusiese establecer la capital de Palestina en Jerusalén Este, aconsejando por el contrario una judaización unilateral de la ciudad entera. El concejal y aspirante a alcalde de Jerusalén Aryeh King se presentó a las elecciones municipales de 2013 con un eslogan que llamaba abiertamente a la «judaización de Jerusalén». El propio Aryeh King volvió a presumir en el verano de 2018 de estar judaizando la ciudad tras haber ordenado la detención de un vendedor callejero palestino, afirmando: «Como prometí, nos aseguramos de que la ley se aplique contra quienes la incumplen mientras contribuimos un poco a la judaización de Jerusalén». Poco después explicó un poco más su mensaje: «Judaizar la ciudad es preservar las características de una ciudad judía, la sensación de que estás en una ciudad judía».

## Críticas a la judaización de Jerusalén
Quienes critican la judaización de Jerusalén afirman que, aunque una parte importante de este proceso se logró mediante la expulsión violenta de los habitantes palestinos de la ciudad en la guerra árabe-israelí de 1948 y en la guerra de los Seis Días de 1967, la judaización de Jerusalén también se apoya en medidas adoptadas en tiempos de paz. Entre estas medidas destacan la extensión estratégica de las fronteras municipales jerosolimitanas, las restricciones burocráticas y legales sobre el uso de tierra palestina, la revocación del permiso de residencia de los habitantes palestinos de la ciudad, la expansión de los asentamientos en la «Gran Jerusalén» y la construcción del muro de separación israelí.
Las Naciones Unidas han criticado en diversas resoluciones los esfuerzos israelíes para cambiar la composición demográfica de Jerusalén. La ONU ha descrito como «nulas e inválidas» y «sin validez alguna» todas estas medidas legislativas y administrativas adoptadas por Israel, que han alterado o han intentado alterar el carácter, el estatus legal y la composición demográfica de Jerusalén.
Según David G. Singer, la revista jesuita America publicó cuatro artículos entre 1969 y 1972 que «criticaban a Israel por su política de judaización de Jerusalén: el traslado de judíos a la antigua sección judía de la Ciudad Vieja, la construcción de nuevos proyectos urbanísticos alrededor de la Ciudad Santa, y el fomento de la emigración de los cristianos palestinos fuera de Israel».
La judaización de Jerusalén Este fue uno de los tres aspectos «susceptibles de destruir la calma» entre israelíes y palestinos en marzo de 2005, a finales de la Segunda Intifada, según un documento de seis puntos redactado por los dirigentes de Fatah, Hamás y la Yihad Islámica Palestina, además de otros grupos palestinos.
En un informe de 2008, el profesor sudafricano de derecho internacional John Dugard, en calidad de investigador independiente del Consejo de Derechos Humanos de las Naciones Unidas, cita la judaización de Jerusalén entre otros muchos ejemplos de las políticas israelíes «de colonialismo, apartheid u ocupación», que ocasionan un contexto en el que el terrorismo palestino es «una consecuencia inevitable».
En un comunicado conjunto emitido por el rey Abdalá de Jordania y el rey Mohamed VI de Marruecos en marzo de 2009, ambos dirigentes enfatizaron su determinación «a continuar defendiendo Jerusalén y a protegerlo de los intentos de judaización y eliminación de su identidad árabe e islámica». En febrero de 2010, el ministro de Asuntos Exteriores sirio Walid Muallem apareció en diversos medios de comunicación israelíes tras haber declarado que «detener la actual judaización de Jerusalén» sería un tema importante de la incipiente cumbre de la Liga Árabe.

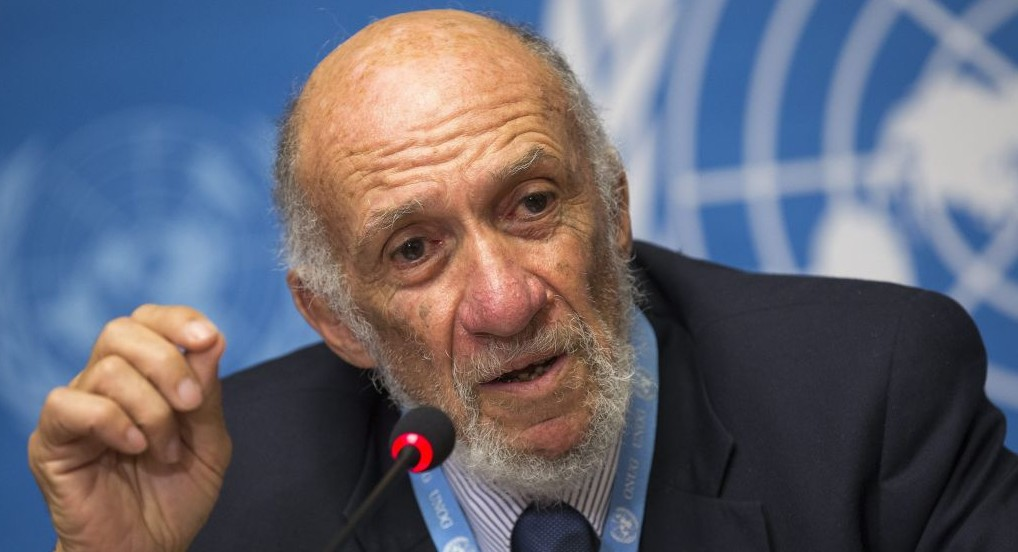
Richard A. Falk, profesor de derecho internacional en la Universidad de Princeton, califica las políticas israelíes en Jerusalén Este de «una forma de limpieza étnica».

Richard Falk, profesor emérito de la Universidad de Princeton en derecho internacional y Relator Especial de las Naciones Unidas en los territorios palestinos ocupados, declaró en 2011 que «el patrón continuado de expansión de los asentamientos en Jerusalén Este combinado con los desahucios forzosos de palestinos que llevaban largo tiempo viviendo en la ciudad está creando una situación intolerable que solo puede ser descrita, por su impacto acumulativo, como una forma de limpieza étnica». Falk declaró que las políticas de Israel revelan una discriminación sistemática contra los habitantes palestinos de la ciudad, y recomendó que la Corte Internacional de Justicia evalúe las acusaciones de que la ocupación israelí de Cisjordania, incluida Jerusalén Este, posee elementos de apartheid y limpieza étnica.
El Alto Comité Árabe de Observación, una organización política independiente que coordina las acciones de los diversos grupos israelíes de origen palestino, calificó en 2009 la política de Israel sobre Jerusalén Este de limpieza étnica. También Mahmoud Abbas, el presidente palestino, ha acusado a Israel de limpieza étnica en Jerusalén Este.
La Unión Europea considera que Israel está «buscando activamente la anexión ilegal» de Jerusalén Este. Según la Unión Europea, las políticas israelíes aumentan la presencia judía israelí en Jerusalén Este y debilitan la comunidad palestina de la ciudad. La Unión Europea, usando sus canales diplomáticos, ha mostrado su preocupación por la demolición de hogares en Jerusalén Este, que califica de «ilegales según el derecho internacional, no tienen un propósito claro, tienen efectos humanitarios muy duros y fomentan la amargura y el extremismo». La Unión Europea deja claro que la Cuarta Convención de Ginebra prohíbe que un poder ocupante extienda su jurisdicción sobre un territorio ocupado, tal como es Jerusalén Este, que los palestinos han declarado como la capital de su futuro estado. En 2011, los enviados de la Unión Europea en Oriente Medio informaron a Bruselas de que diversas políticas israelíes suponen una «sistemática socavación de la presencia palestina» en Jerusalén. Por su parte, en opinión del Reino Unido, «los intentos por parte de Israel de alterar el carácter o la demografía de Jerusalén Este son inaceptables y extremadamente provocativos».